# Österreichisch-Ungarische Tiefsee-Expeditionen 1890–1898

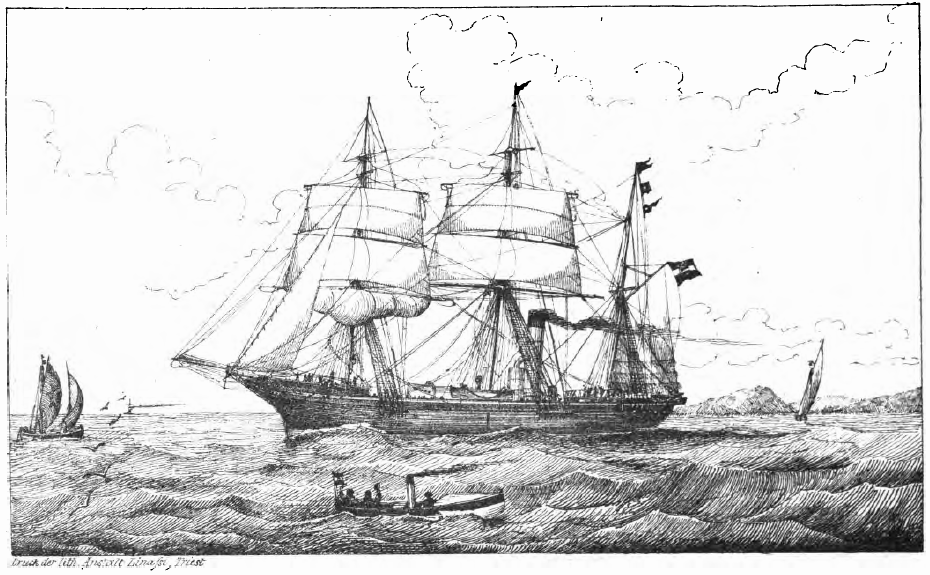
Transportdampfer SMS Pola

Die Österreichisch-Ungarischen Tiefsee-Expeditionen 1890–1898, auch Pola-Expeditionen genannt, gehören zu den ozeanographischen Expeditionen, die unter dem Eindruck der wissenschaftlich ergebnisreichen britischen Challenger-Expedition (1872 bis 1876) am Ende des 19. Jahrhunderts von verschiedenen Staaten durchgeführt wurden. Die von der Kaiserlichen Akademie der Wissenschaften in Wien organisierten Seereisen führten auf der SMS Pola ins östliche Mittelmeer, die Adria und das Rote Meer. Die Pola-Expeditionen sind eng verbunden mit dem Namen ihres wissenschaftlichen Leiters, des Wiener Ichthyologen Franz Steindachner. Der Großteil des mitgebrachten Materials befindet sich heute in den Sammlungen des Naturhistorischen Museums Wien.

## Expeditionen im Mittelmeer und im Roten Meer
Noch in den 1880er Jahren galt das östliche Mittelmeer als wenig erforscht. Nach den vier jährlich von 1890 bis 1893 durchgeführten Forschungsfahrten des Transportdampfers Pola der österreichischen Marine gehörte es zu den am gründlichsten untersuchten Meeresgebieten. An insgesamt 417 ozeanographischen Stationen – vorher festgelegten Meeresstellen, an denen das Schiff vor Anker ging – wurde eine Bestandsaufnahme der topographischen, physikalischen, chemischen und biologischen Verhältnisse durchgeführt.
1894 schloss sich eine ergänzende zweimonatige Expedition in die Adria an, flankiert von einer Forschungsreise der SMS Taurus in das Marmarameer, die unter der Leitung des Chemikers Konrad Natterer (1860–1901) stand. Unter der wissenschaftlichen Ausbeute war der erste Tiefseefisch, der jemals in der Adria gefangen wurde.
1895/96 und 1897/98 folgten zwei Forschungsreisen in das nördliche bzw. südliche Rote Meer. Der wissenschaftliche Schwerpunkt lag auf seiner zoologischen Erforschung. Daneben gab es aber auch umfangreiche meteorologische, geodätische, geologische, botanische, chemische und physikalische Untersuchungen. Neben der Tiefsee wurden auch die Küsten der anrainenden Länder erforscht.
Die Ausbeute der Pola-Expeditionen war sehr reichhaltig und von hohem wissenschaftlichem Wert. Zahlreiche bis dahin unbekannte Tierarten konnten von Wissenschaftlern im In- und Ausland beschrieben und in vierzehn Serien der Denkschriften der Kaiserlichen Akademie der Wissenschaften in Wien veröffentlicht werden.
Am 28. Juli 1891 wurde mit 4.404 m die bis dahin größte bekannte Tiefe des Mittelmeers gemessen, die auf Antrag des Präsidiums der Kaiserlichen Akademie der Wissenschaften den Namen Pola-Tiefe erhielt.

## Expeditionsbericht
- Berichte der Commission für Erforschung des östlichen Mittelmeeres. Erste Reihe (= Denkschriften der Akademie der Wissenschaften. Mathematisch Naturwissenschaftliche Klasse. Band 59B). 1892 (Erste Reihe. In: ZOBODAT.at. OÖ Landes-Kultur GmbH):
  - Anonymus: Einleitung. S. I–IV.
  - Wilhelm Mörth: Die Ausrüstung S.M. Schiffes "Pola" für Tiefsee-Untersuchungen. S. 1–16.
  - Josef Luksch, Julius Wolf: Physikalische Untersuchungen im östlichen Mittelmeer. I. und II. Reise S.M. Schiffes "Pola" in den Jahren 1890 und 1891. S. 17–82.
  - Konrad Natterer: Chemische Untersuchungen im östlichen Mittelmeer. I. Reise S.M. Schiffes "Pola" im Jahre 1890. S. 83–100.
  - Konrad Natterer: Chemische Untersuchungen im östlichen Mittelmeer. II. Reise S.M. Schiffes "Pola" im Jahre 1890. S. 101–120.
- Berichte der Commission für Erforschung des östlichen Mittelmeeres. Zweite Reihe (= Denkschriften der Akademie der Wissenschaften. Mathematisch Naturwissenschaftliche Klasse. Band 60B). 1893 (Zweite Reihe. In: ZOBODAT.at. OÖ Landes-Kultur GmbH):
  - Emil Edler von Marenzeller: Zoologische Ergebnisse. I. Echinodermen, gesammelt 1890, 1891 und 1892. S. 1–24.
  - Emil Edler von Marenzeller: Zoologische Ergebnisse. II. Polychäten des Grundes, gesammelt 1890, 1891 und 1892. S. 25–48.
  - Konrad Natterer: Chemische Untersuchungen im östlichen Mittelmeer. III. Reise S.M. Schiffes "Pola" im Jahre 1892. S. 49–82.
  - Josef Luksch, Julius Wolf: Physikalische Untersuchungen im östlichen Mittelmeer. III. Reise S.M.Schiffes "Pola" im Jahre 1892. S. 83–126.